# Музей Старої Герцеговини

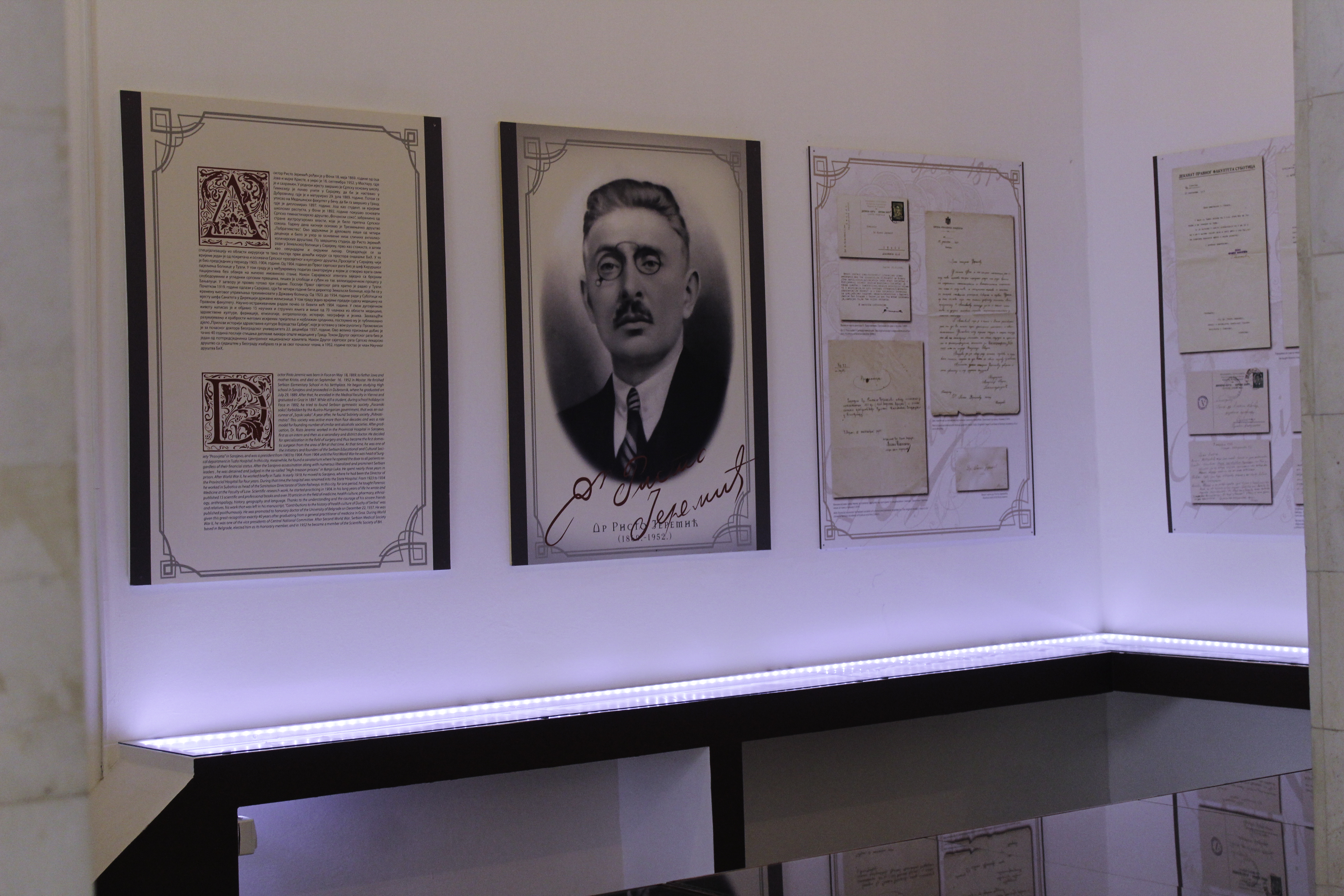
Частина постановки доктора Рісто Єремича в Музеї Старої Герцеговини.

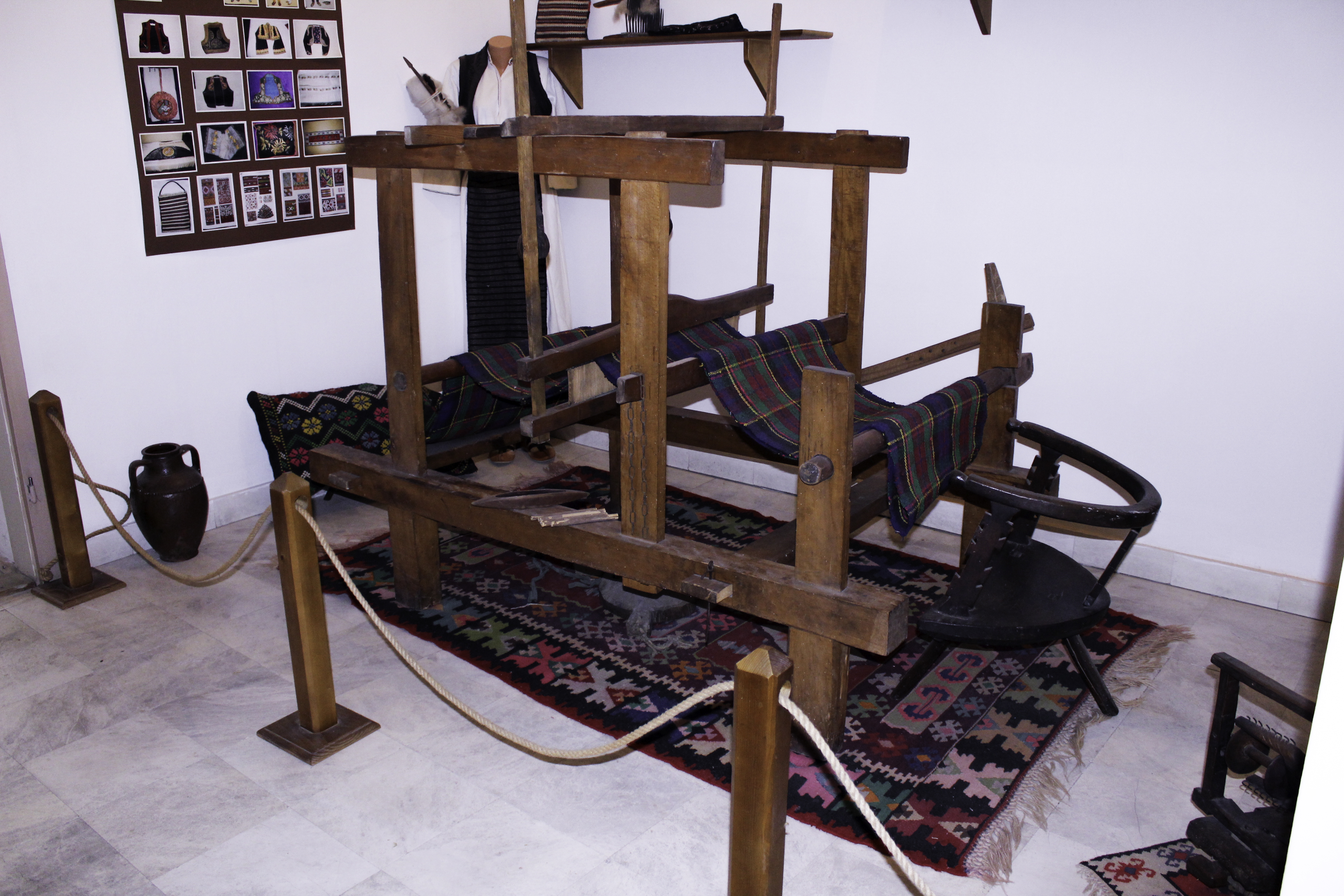

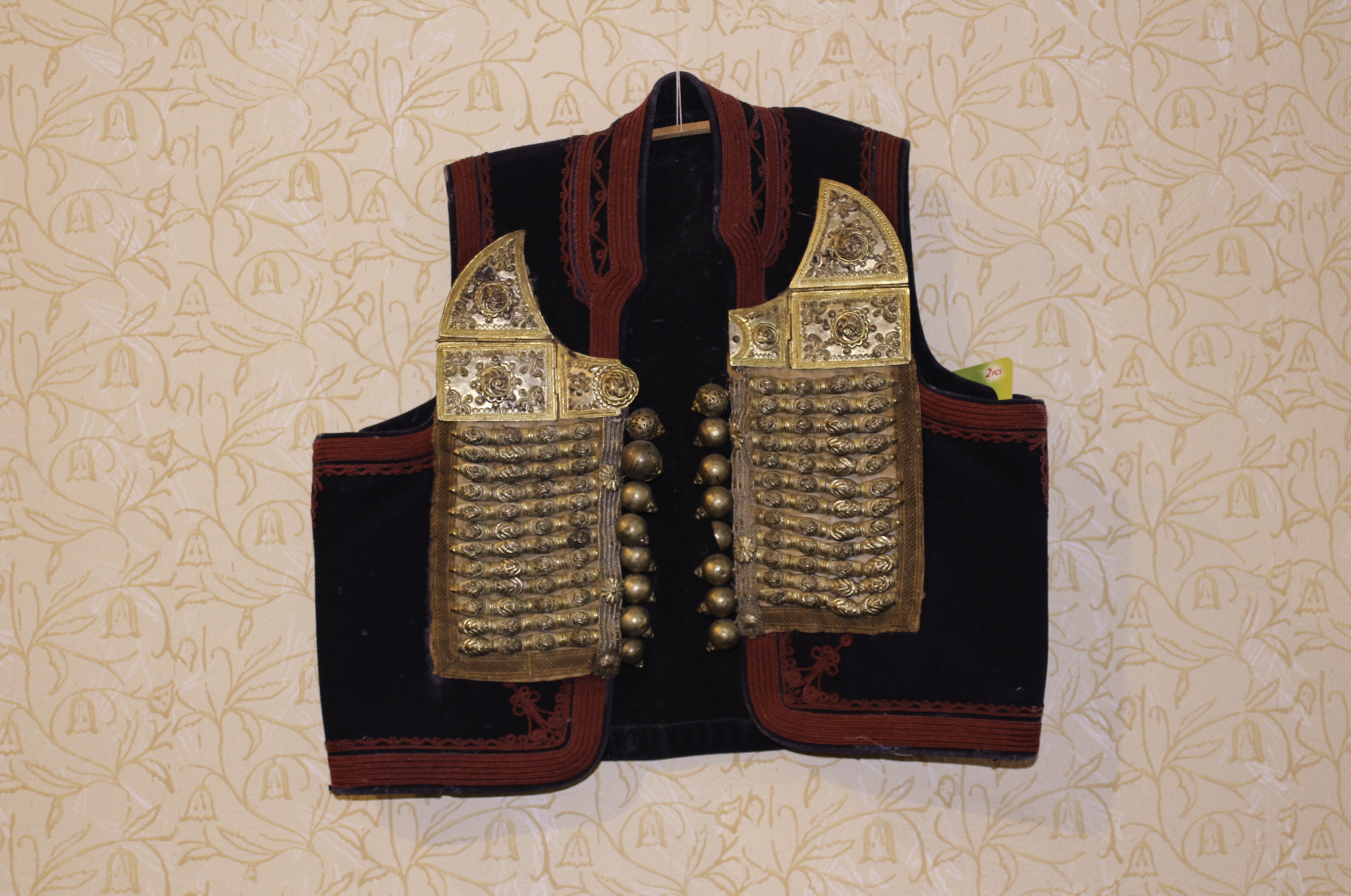

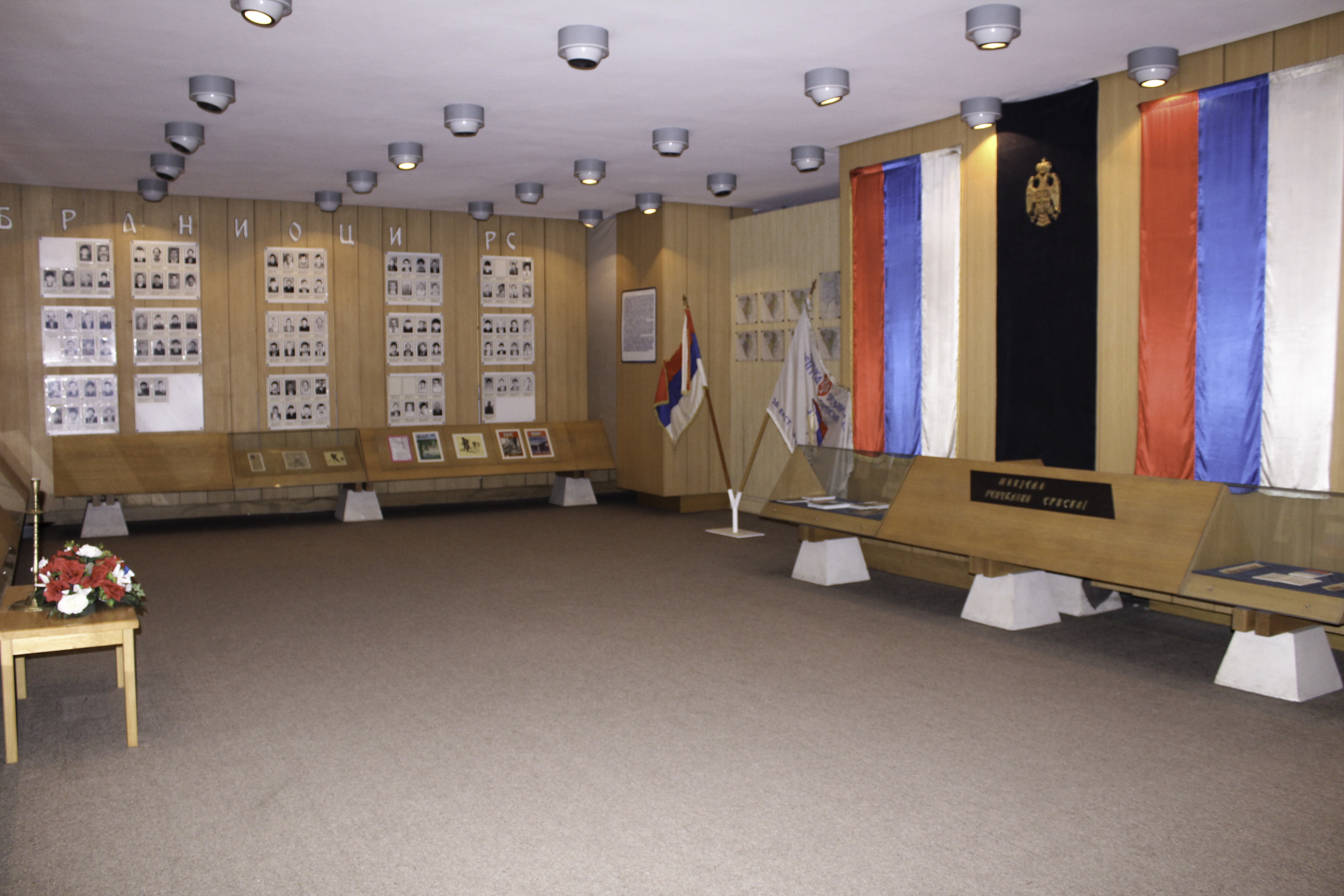
Меморіальна кімната для загиблих воїнів і цивільних жертв Вітчизняної війни оборони — деталь.

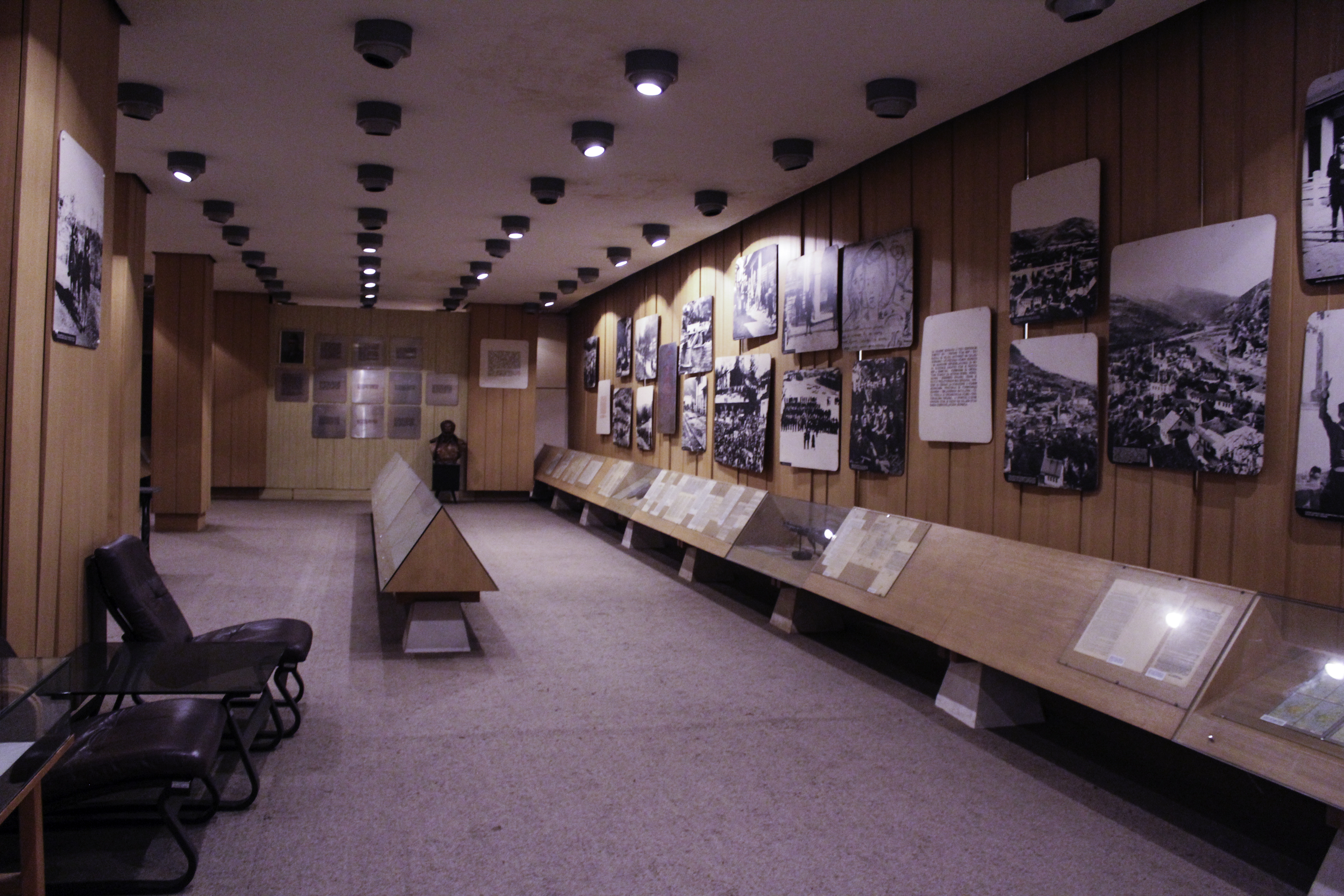
Період національної визвольної війни у Фочі в музеї Старої Герцеговини.

Музей Старої Герцеговини — музей у Фочі в Герцеговині, який існує з 1956 року. Містить п'ять постійних експозицій. Музей розташований у будівлі колишнього готелю «Герстл» на площі короля Петра у Фочі.

## Історія
Музей Старої Герцеговини заснований у 1956 році. Розташований у будівлі колишнього готелю «Герстл», побудованому в 1906 році, який був знесений під час Другої світової війни. На цьому ж місці перебудований готель «Вучево», який згодом був адаптований для потреб музейної діяльності. В межах музею з 2014 року. Також діє міський національний театр «Фоча».

## Експозиції музею
Має багатий музейний фонд і п'ять постійних експонатів. У галереї музею експонуються гостьові виставки різних тем.
- Експозиція д-ра Рісто Єреміча
- Експозиція Фоча в минулому
- Експозиція періоду Фочі Народно-визвольної війни народу Югославії
- Етнографічна експозиція
- Меморіальний зал

## Галерея

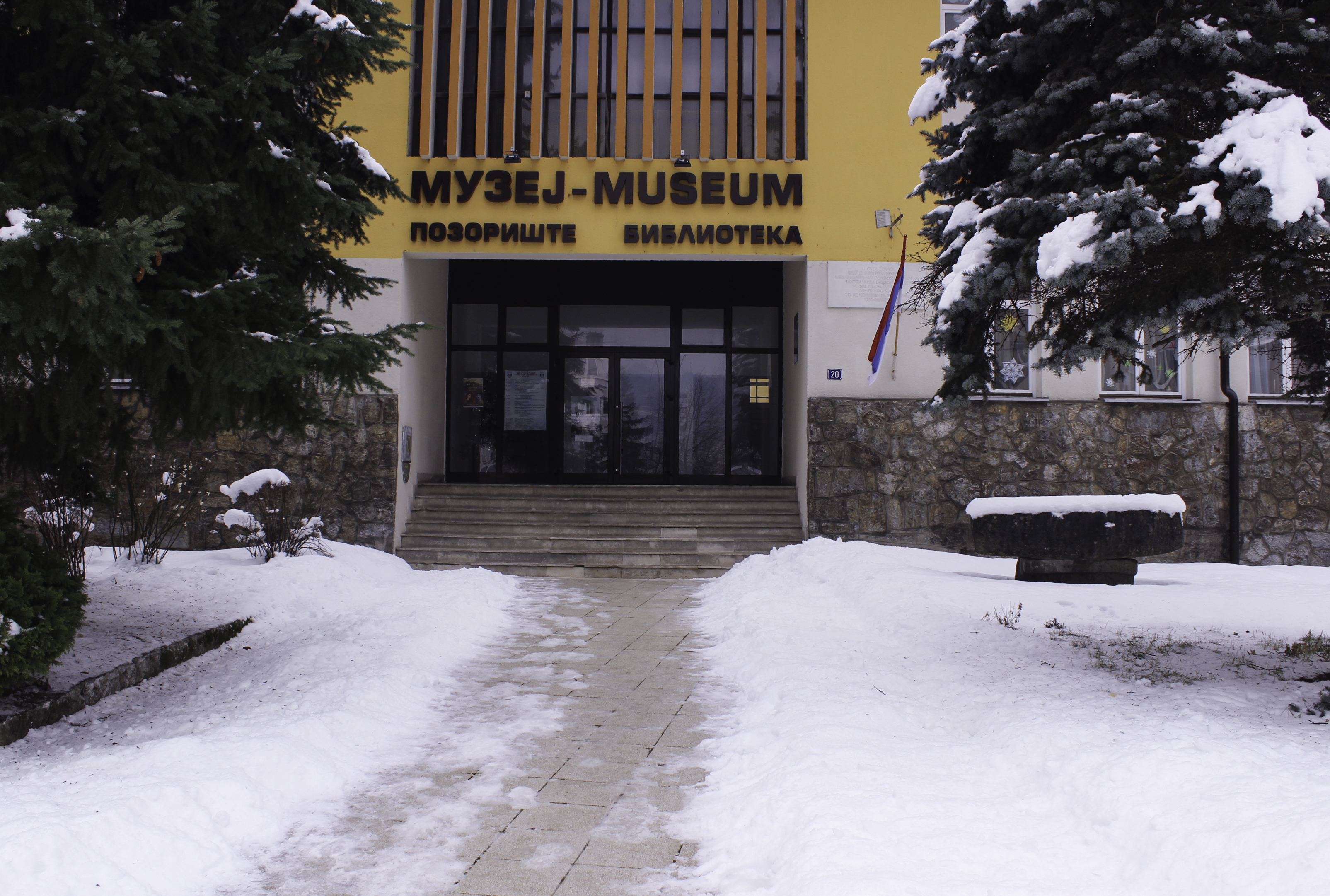
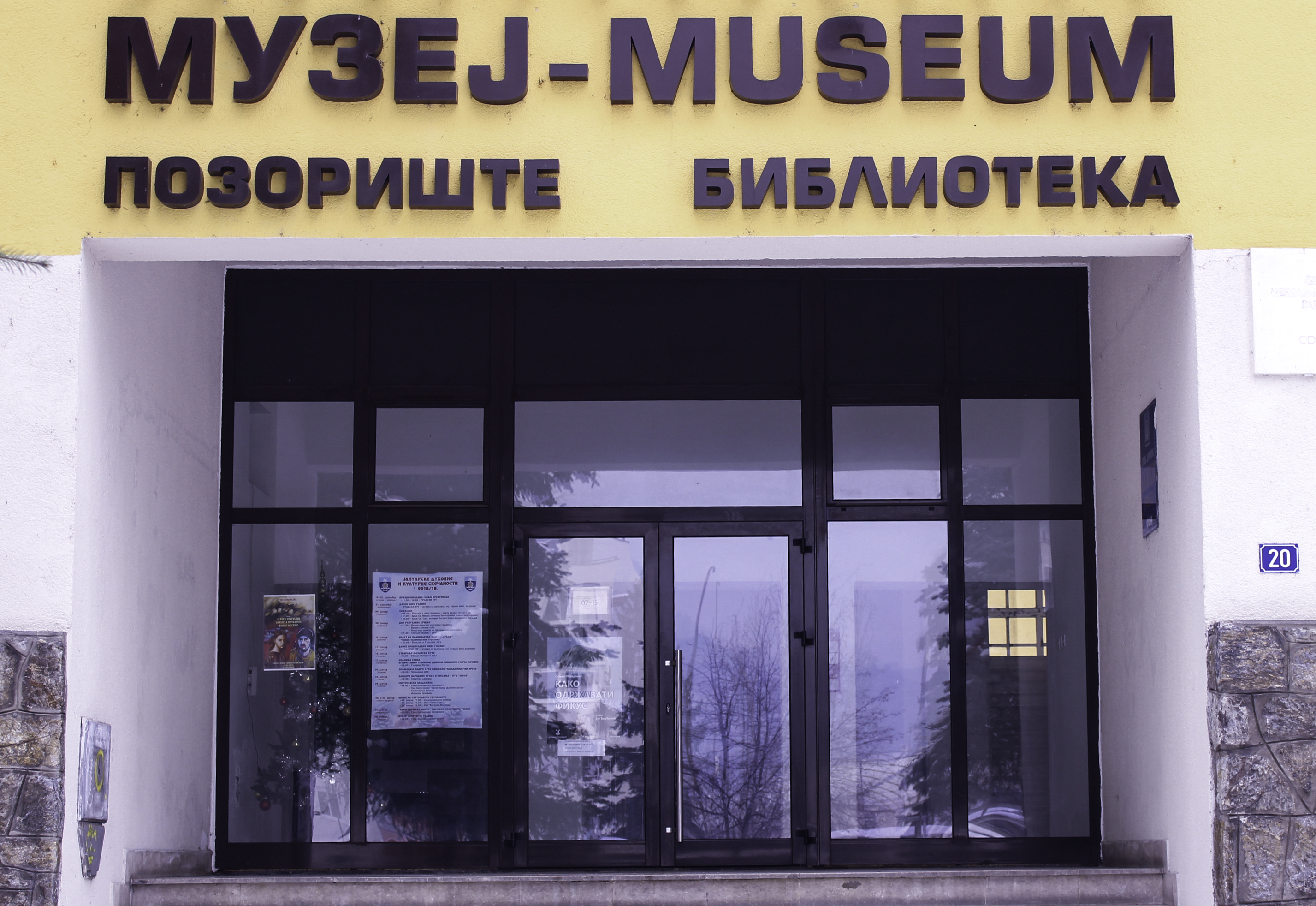
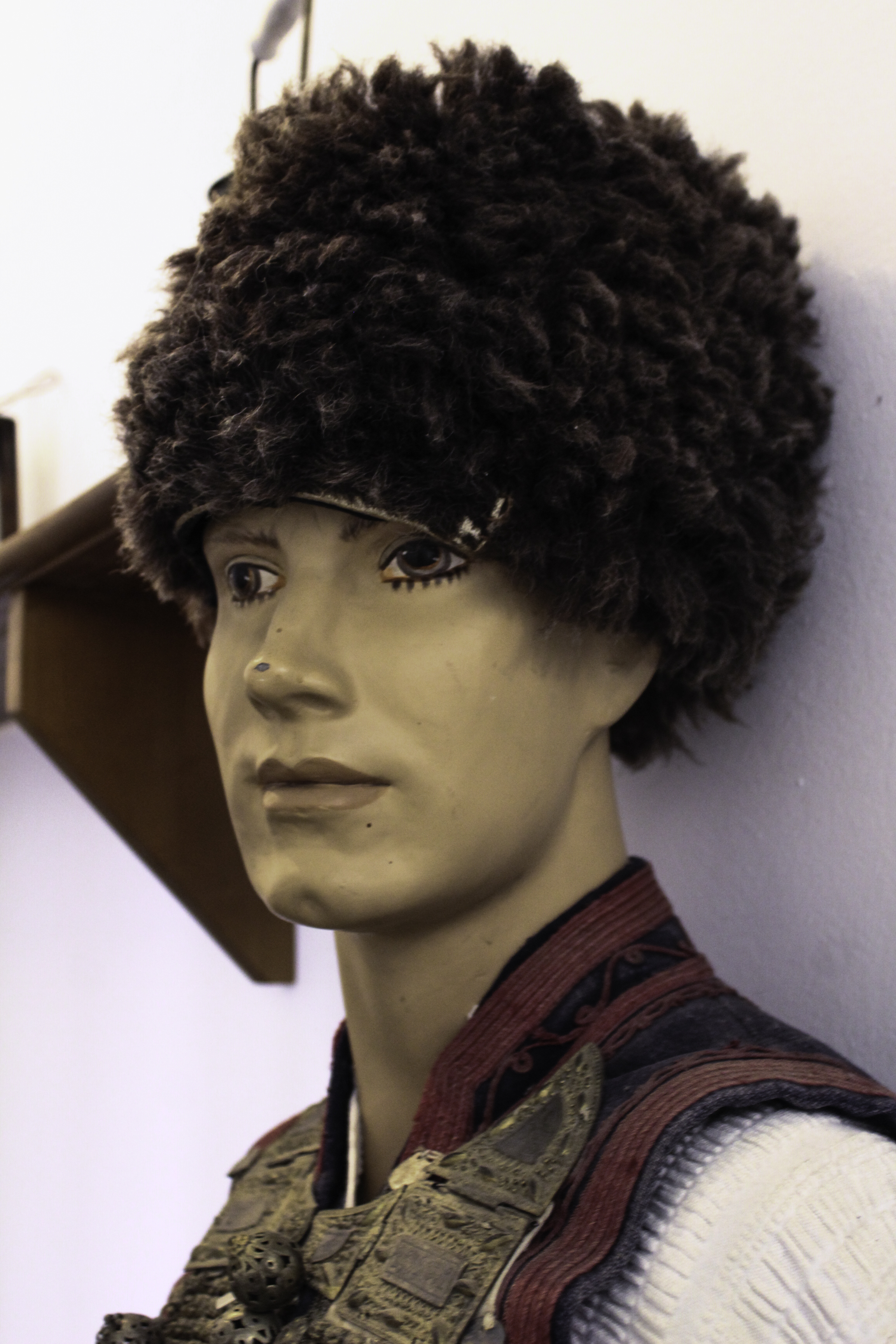
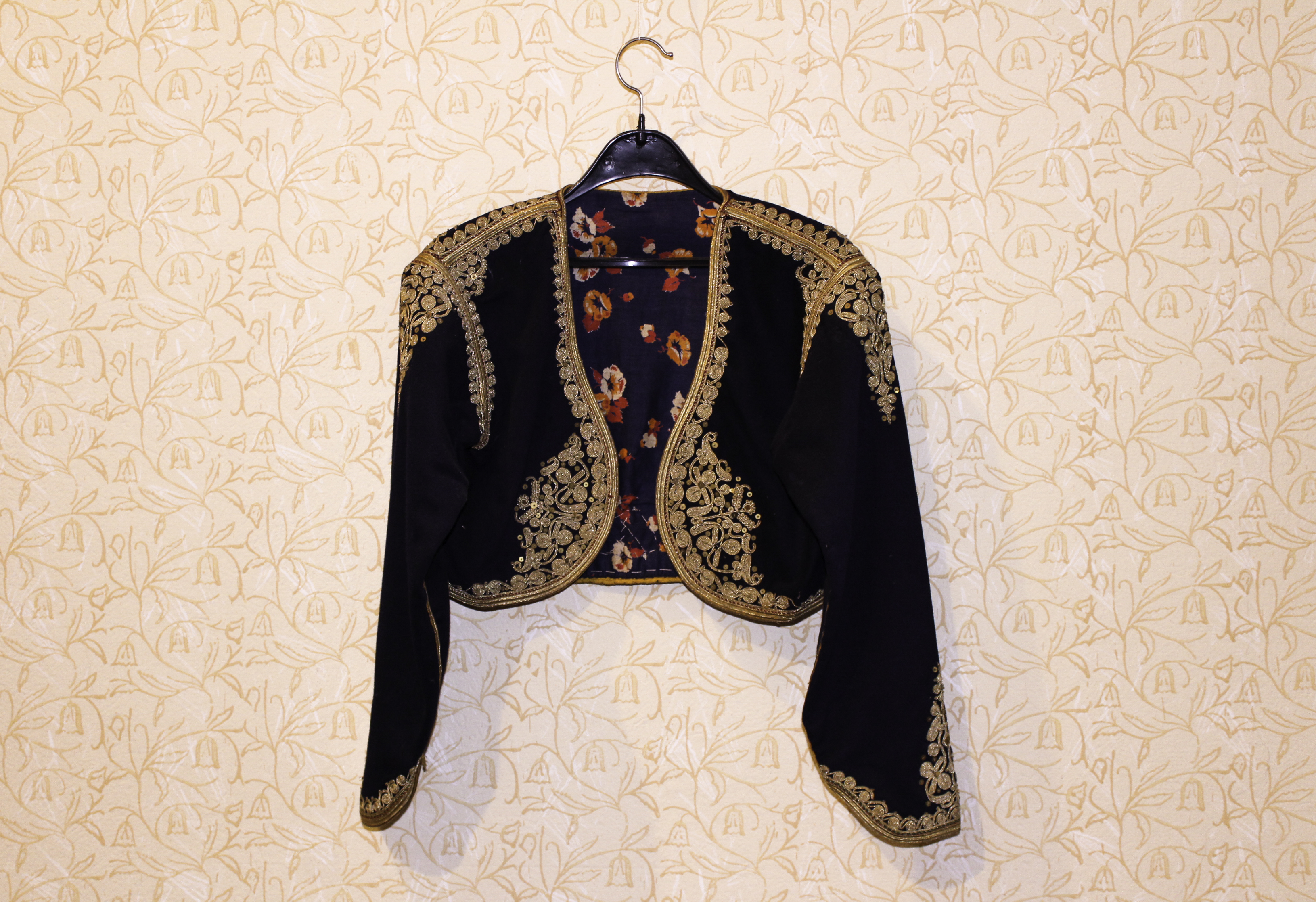
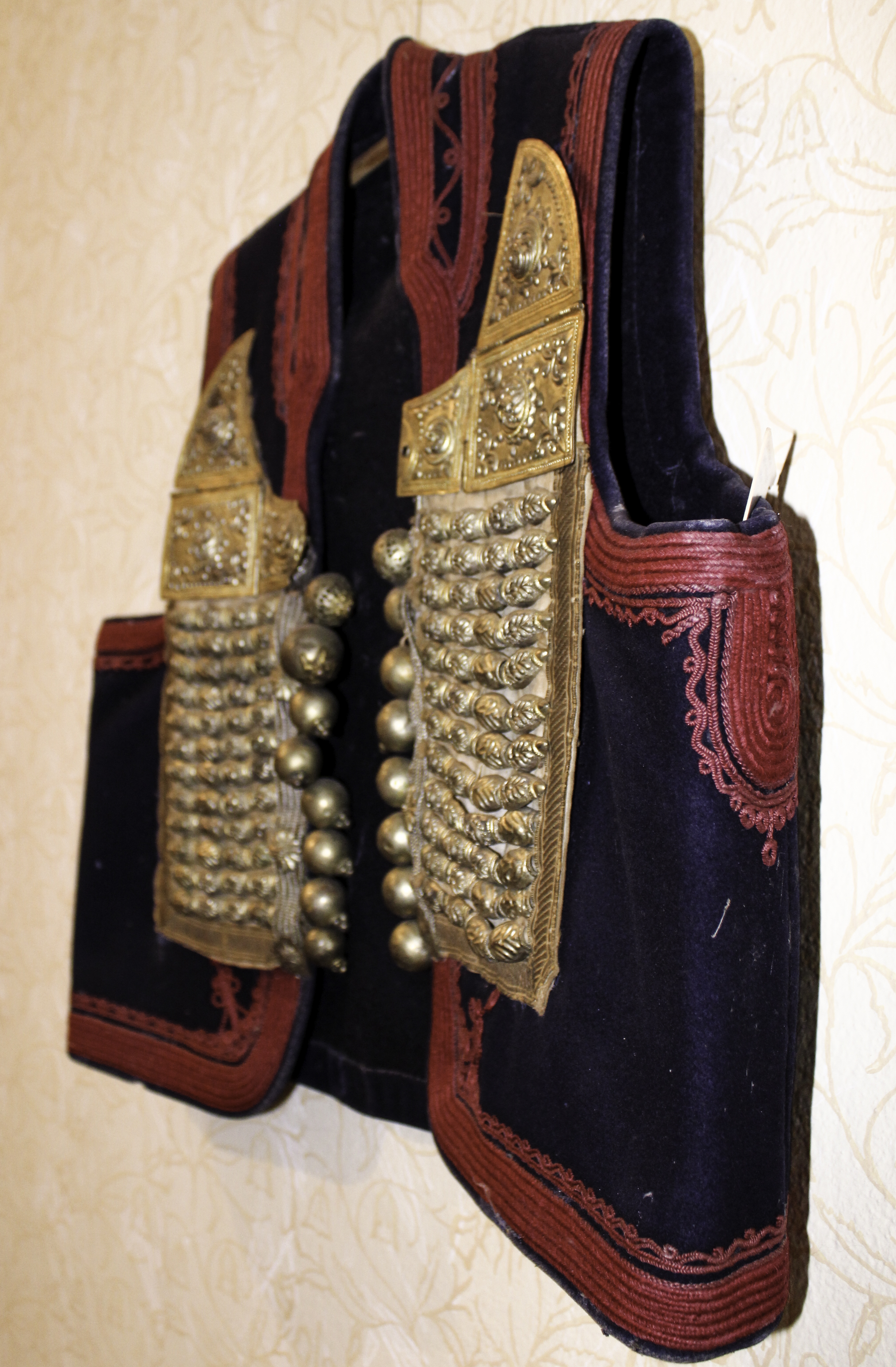
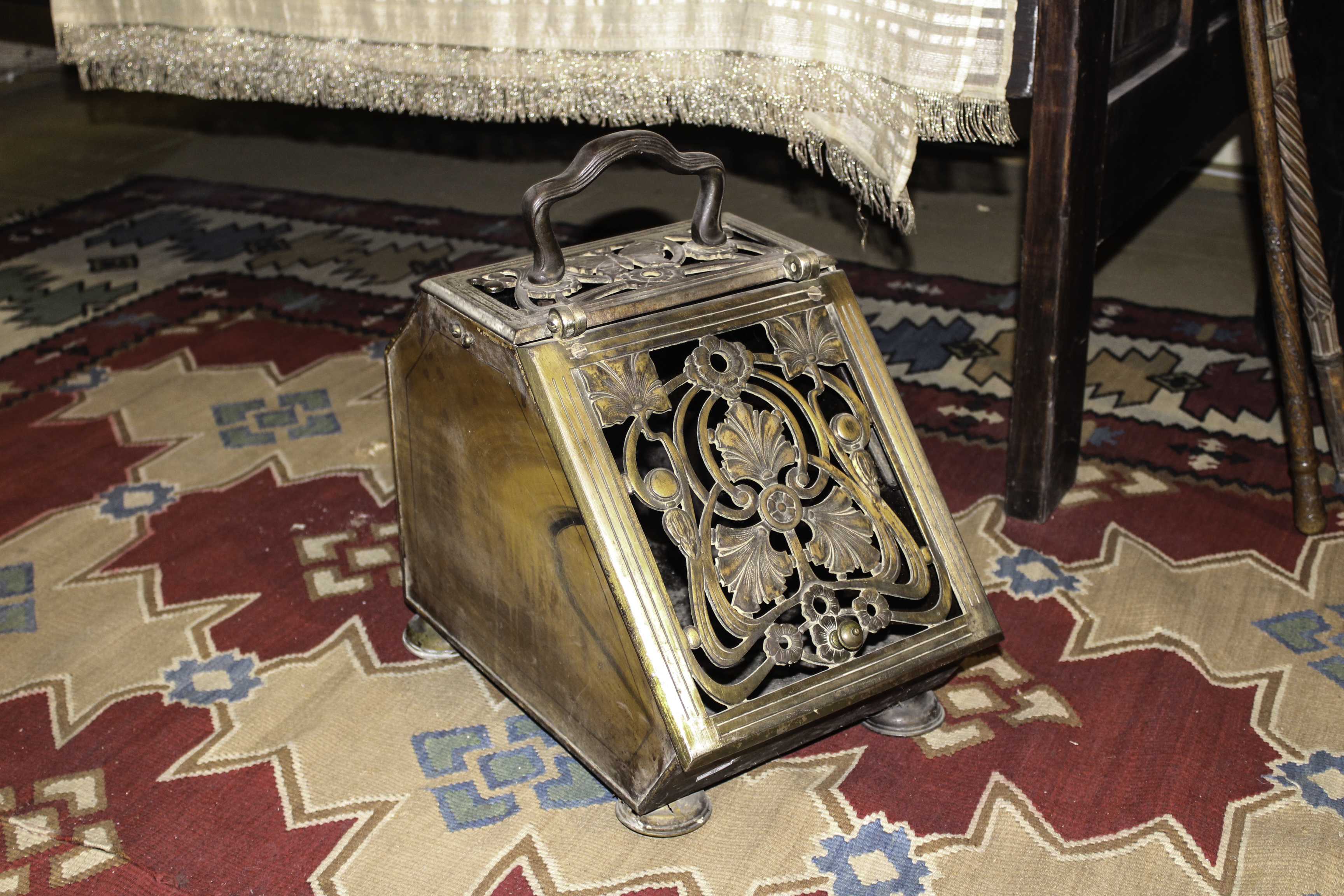
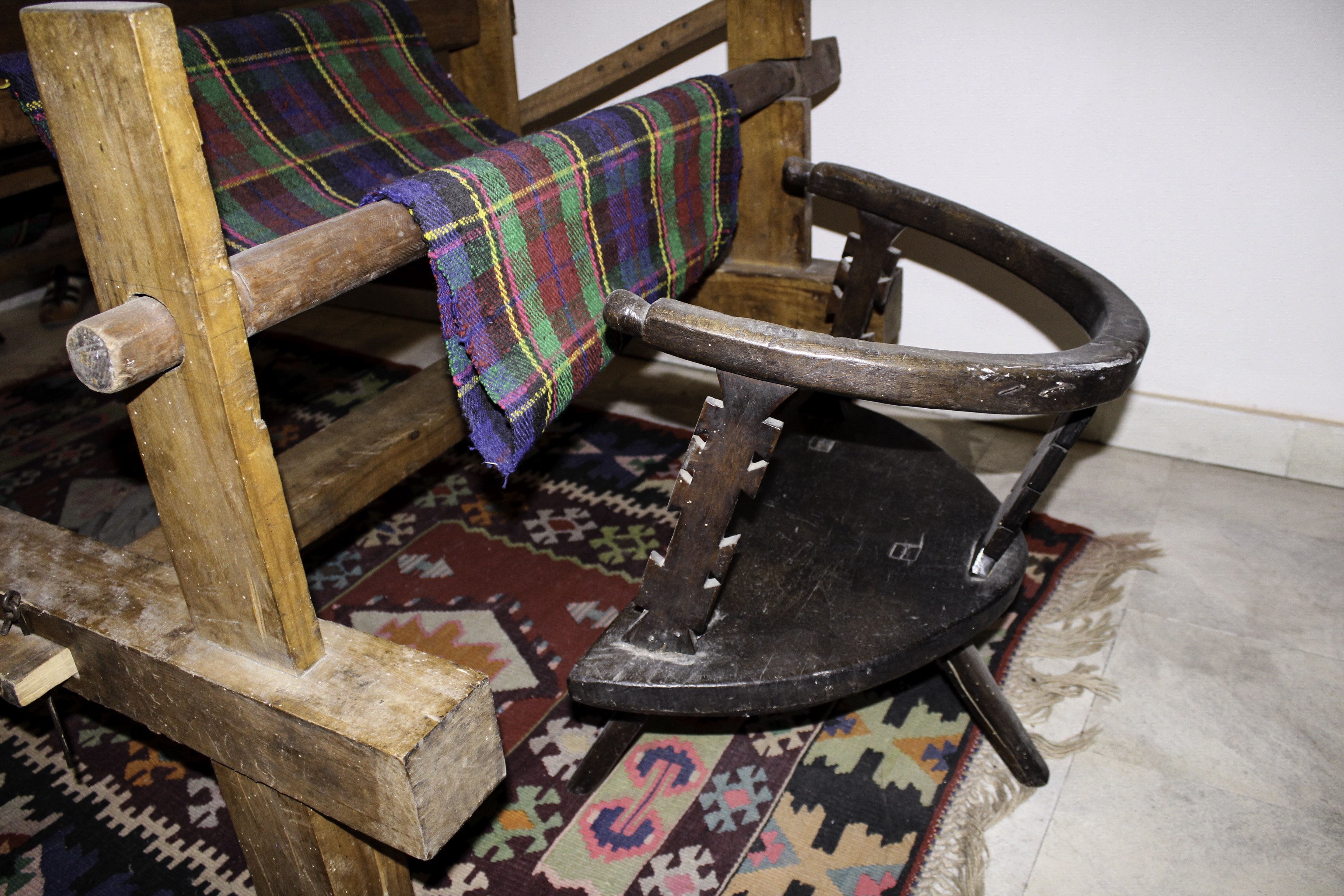
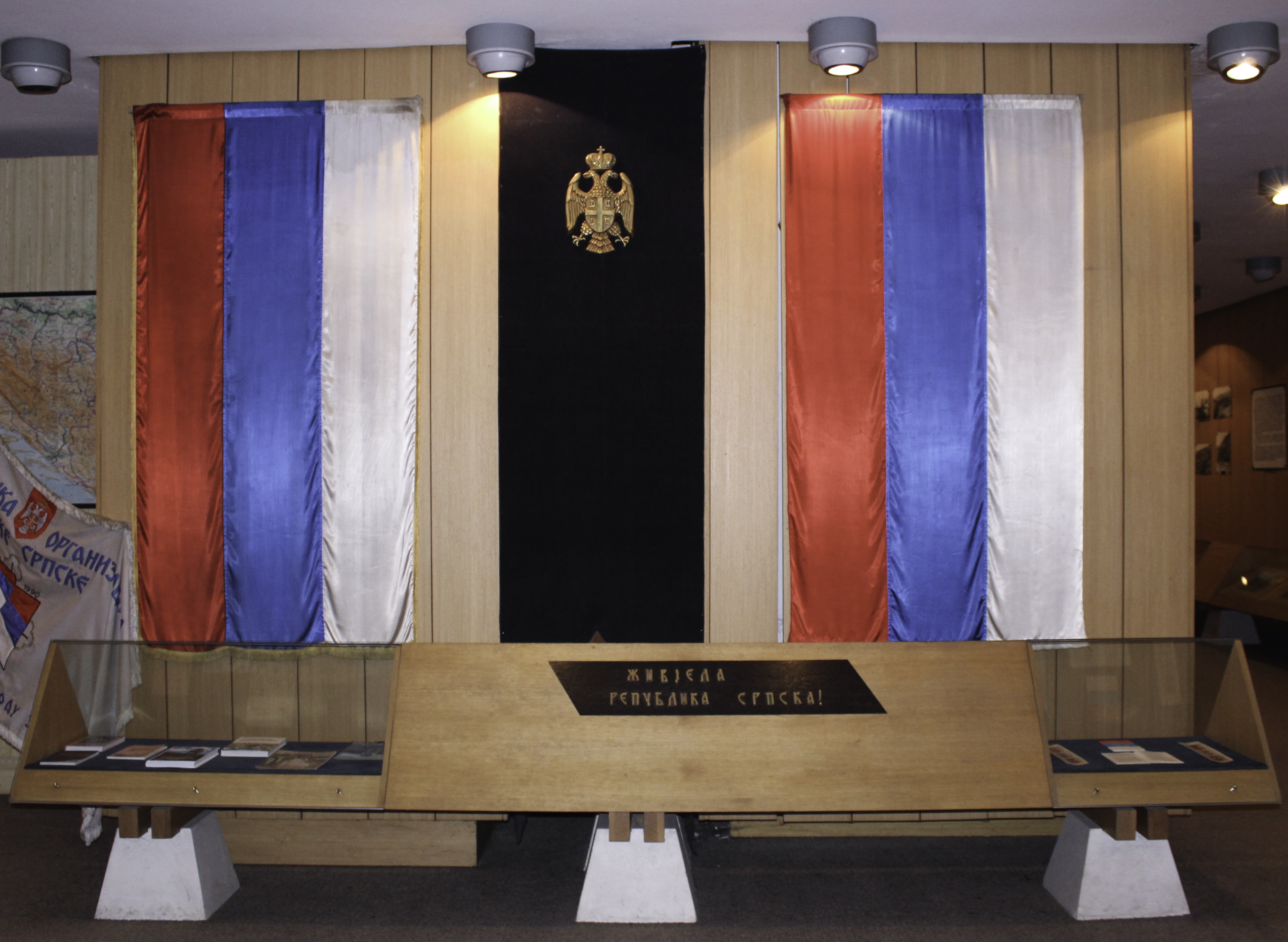
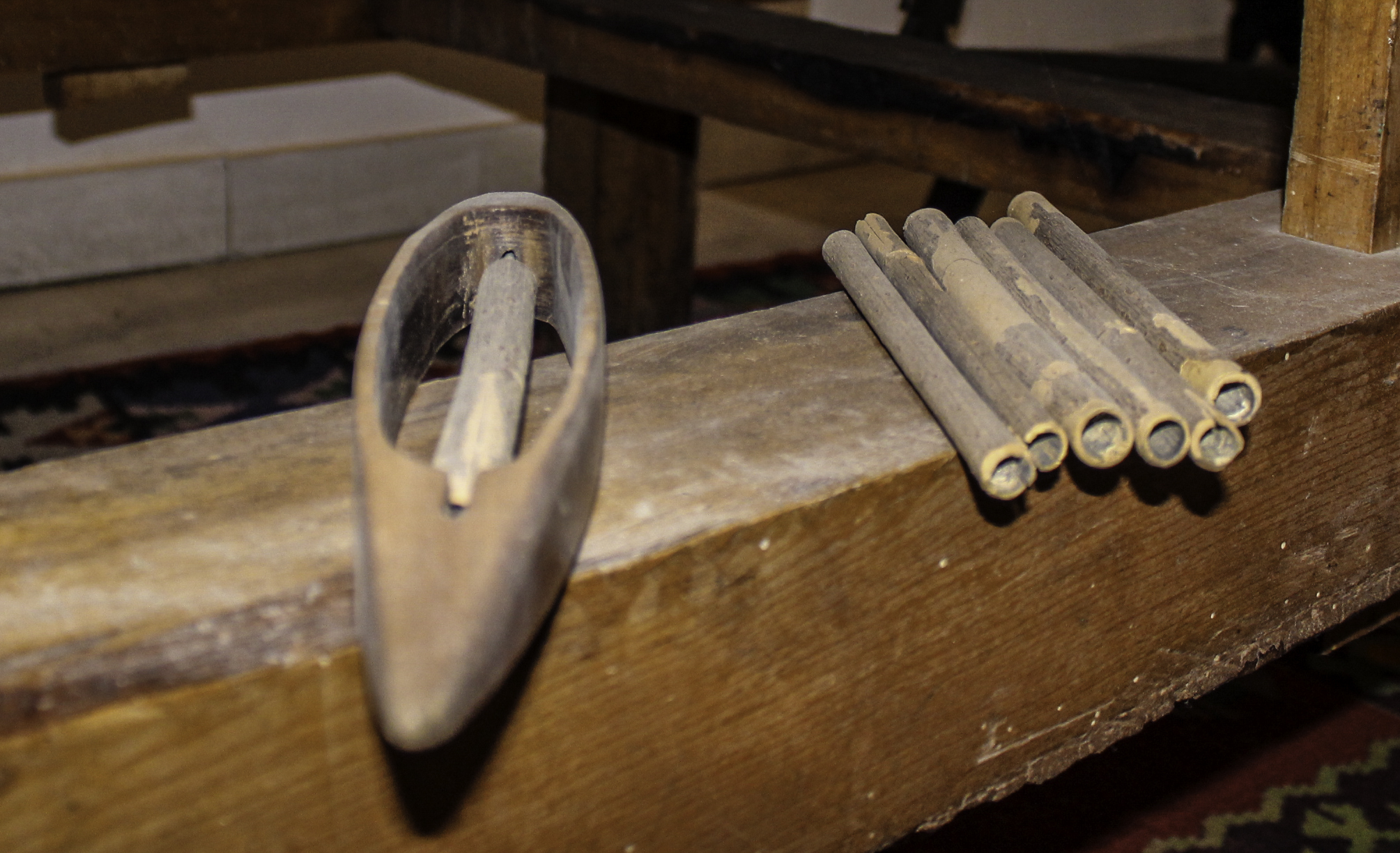
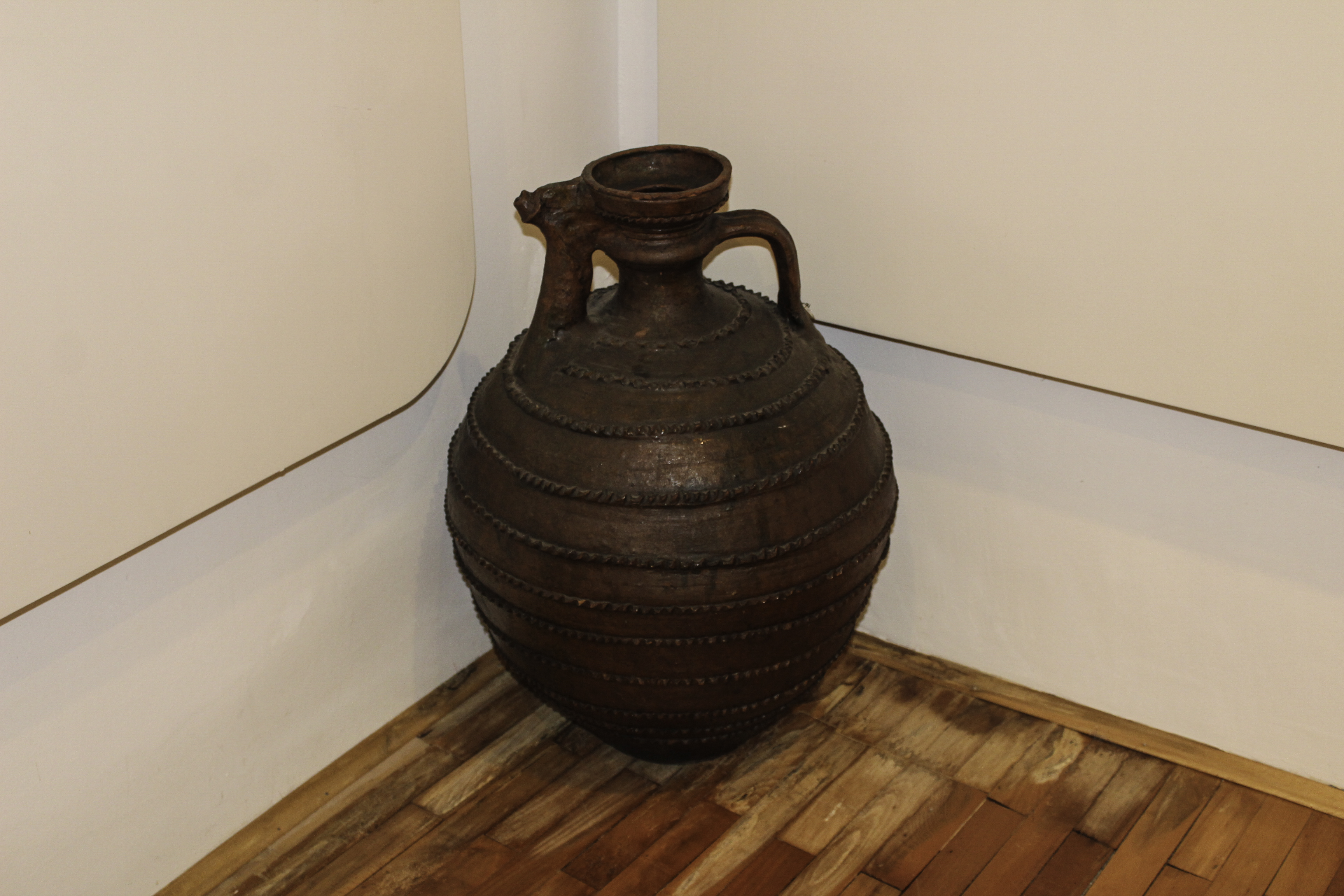
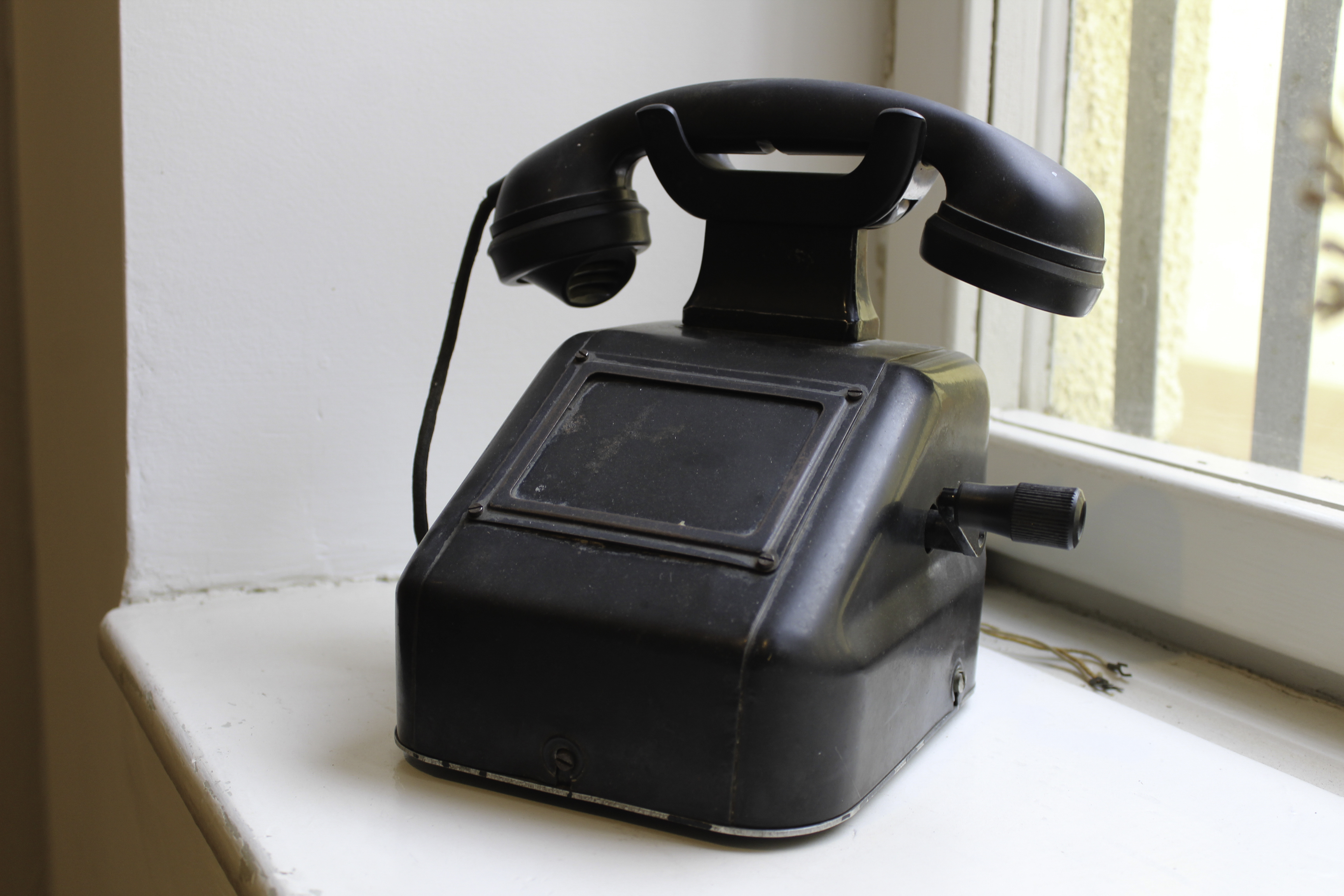
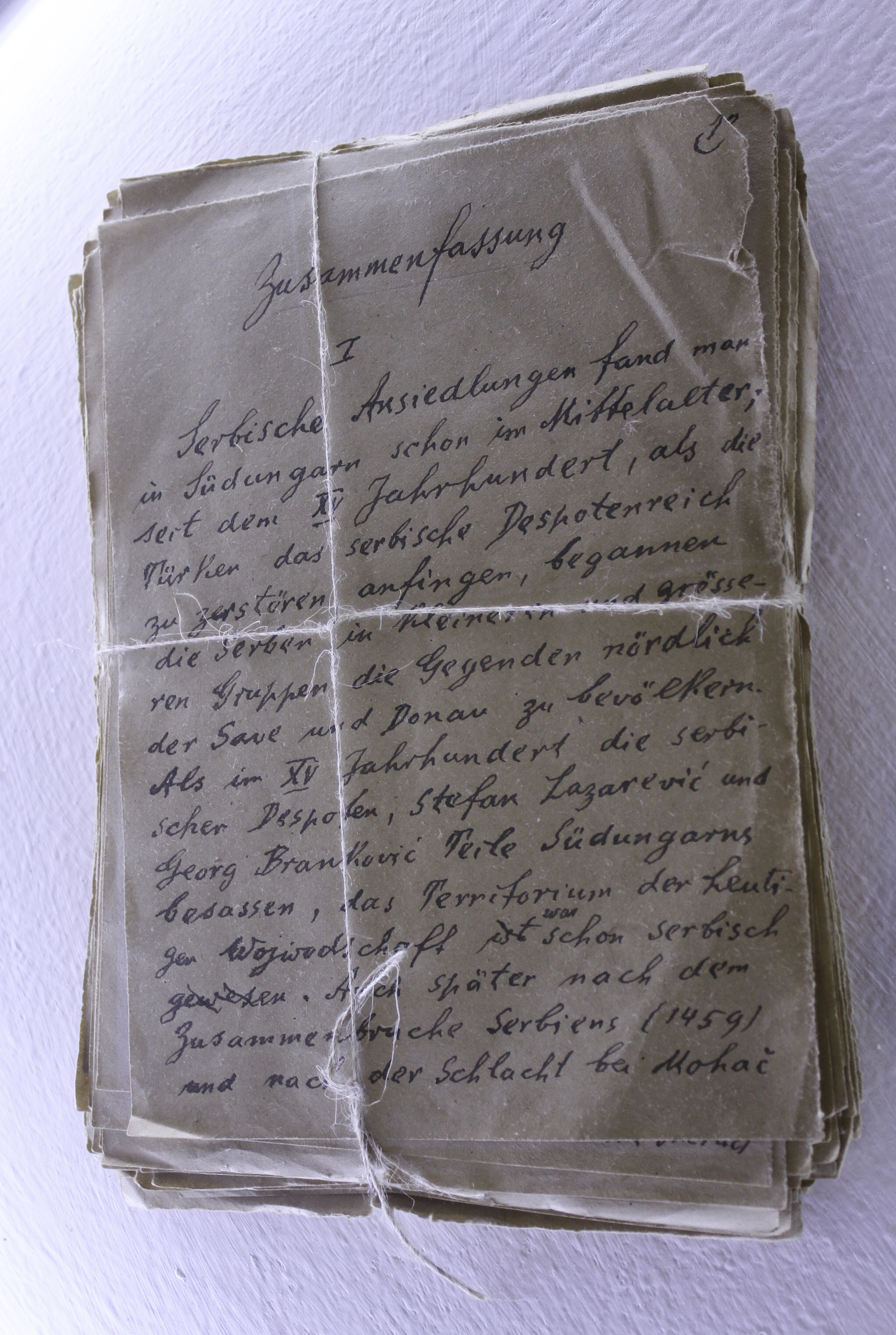